# Charismatické hnutí
Charismatické hnutí, charismatická obnova nebo též Obnova v Duchu svatém je církevní hnutí, které vzniklo v 60. letech 20. století v anglikánské, lutherské a římskokatolické církvi a má některé společné rysy s letničním hnutím. Vyznačuje se intenzivně zakoušenou emocionalitou, která obvykle pozorovatele upoutá nejvíce.
Na rozdíl od letničního hnutí se to charismatické vyznačuje skutečností, že dar jazyků nepovažuje za nezbytný znak křtu v Duchu svatém. Také zpočátku nejevilo tak výraznou touhu po vnější misii ani po opuštění stávajících církví svých členů.
Mezi základní charakteristiky charismatické obnovy patří živý vztah k Ježíši Kristu, zkušenost s působením Ducha svatého, především s tzv. dary Ducha, za které se považuje např. služba, schopnost vyučovat, proroctví, uzdravování, modlitba v jazycích (glosolalie), evangelizace a rozlišování.
Významné místo v charismatické obnově tvoří modlitba. Vedle tradičních a ustálených forem modlitby užívá charismatické hnutí také spontánní, hlasitou a společnou modlitbu, kterou mohou doprovázet různá gesta (pozvedání či vkládání rukou). Modlitba či liturgie bývá doprovázena stylově současnou hudbou. Charismatická obnova je podobně jako letniční hnutí orientována misijně, zaměřuje se na evangelizaci a kurzy o víře – základním kurzem charismatické obnovy je tzv. seminář života v Duchu. Bible je chápána jako závazné měřítko pro život křesťana; co do morálky je hnutí poměrně konzervativní.
Charismatické hnutí nemá jednotnou strukturu. Nelze je považovat za „hnutí“ v tom smyslu, v jakém fungují jednotlivá hnutí, komunity či kongregace v církvi (např. Hnutí Fokoláre, Schönstattské hnutí, Hnutí Pro život, Sant'Egidio ap.) – některé komunity však z charismatického hnutí přímo vycházejí či mu jsou velmi blízko a současně mu slouží a de facto jej i spoluvytvářejí (v ČR, mezi jinými Komunita Blahoslavenství, komunita Emmanuel a komunita Chemin Neuf).
V tomto smyslu je charismatické hnutí „nad jednotlivými spiritualitami“, je otevřené členům všech hnutí a spiritualit a dalo by se říci, že především poskytuje „službu“ jednorázového uvedení do skutečného života s Duchem, s Ježíšem, s Písmem a s modlitbou – to, co by jinak měl v životě člověka vykonat katechumenát, o který však velká část křesťanů přijde především kvůli tomu, že jsou pokřtěni jako děti.
K charismatickému hnutí se tak hlásí mnoho jednotlivých modlitebních skupin, které mohou být vázány na farnost, sbory či komunitu. V jednotlivých zemích mohou existovat národní koordinační týmy, které pomáhají vzájemné komunikaci nebo organizují různé kurzy. Z tohoto důvodu je velmi nesnadné zjistit počet přívrženců tohoto hnutí a ani nelze jednoznačně říct, kdo je přívržencem – lepší by bylo říci, že člověk „prošel kurzem obnovy v Duchu svatém“ či že díky Obnově nastartoval svůj duchovní život. Většina těch, kdo se s hnutím ztotožňují, nadále zůstává ve své církvi, avšak velmi časté jsou ekumenické kontakty napříč církvemi.

## Charismatické hnutí v České republice
Vznik českého charismatického hnutí je spojen se jménem Dana Drápala, který původně působil jako vikář sboru Českobratrské církve evangelické v Praze na Maninách. Ovšem neshody s mateřskou církví vedly k osamostatnění sboru v roce 1990 pod názvem „Křesťanská společnost Maniny“. Sborů sdružených pod Křesťanská společenství bylo v roce 2000 více než 50 po celé České republice.
Činnost katolické charismatické obnovy zastřešuje v Česku národní koordinátor, kterému pomáhají dobrovolníci a tzv. služební tým. Katolická charismatická obnova pořádá od roku 1990 každoročně Katolickou charismatickou konferenci, kterou tvoří především přednášky na duchovní témata a společná modlitba a liturgie. Těchto konferencí se účastní tisíce lidí, ne nutně ze samotného hnutí, protože konference je otevřená všem zájemcům. Ročníků v letech 2013 a 2014 se účastnilo přes 7 000 lidí.